# Basurto-Zorrotza
Basurto-Zorrotza (in basco Basurtu-Zorrotza) è l'ottavo distretto della città di Bilbao, nella comunità autonoma spagnola dei Paesi Baschi. Separato dalla municipalità di Barakaldo mediante il fiume Kadagua, è suddiviso nei quartieri di Altamira, Basurto, Olabeaga, Masustegui-Monte Caramelo e Zorrotza.
La sua area misura 7,09 km², con una popolazione di 33 780 abitanti.

## Luoghi d'interesse
Nel distretto si trovano:
- Ospedale di Basurto
- Stadio di San Mamés
- Museo Marittimo di Bilbao

## Trasporti
Questo distretto svolge un ruolo molto importante nei trasporti cittadini: la strada principale di accesso alla città dall'autostrada A-8, attraversa il cuore del quartiere tramite viale Sabino Arana.
Gran parte delle compagnie ferroviarie che operano a Bilbao hanno stazioni nel distretto 8: la Metropolitana di Bilbao (presso San Mamés), l'EuskoTran (San Mamés e Basurto, stazione di partenza della linea), il Cercanías Bilbao (San Mamés, Olabeaga e Zorrotza) ed il FEVE (Basurto e Zorrotza).
Inoltre la principale stazione degli autobus della città (Termibus) si trova a Basurto.